# Agência Geral das Colónias
A Agência Geral das Colónias foi uma entidade do Estado Novo fundada em 30 de Setembro de 1924 dedicada à comunicação e divulgação do Império Colonial Português. Funcionou em complementaridade com o Secretariado Nacional de Informação.
A sua divisa era “conhecer” e “informar”, atuando na recolha e divulgação de dados estatísticos e de outras notícias de interesse aos governos central e coloniais. 
Era responsável pela organização de grandes eventos publicitários, tais como a Exposição Industrial de Lisboa, a Conferência no Casino do Estoril, a "Semana das Colónias", as comemorações do 40.º aniversário da prisão de Gungunhana, as celebrações do dia de Mouzinho, a 28 de Dezembro de 1935, etc.
Inicialmente era composta pelas seguintes divisões:
1. “Procuradoria” - serviços de representação jurídica e comercial dos governos e entidades coloniais;
2. “Informação” -  fornecimento de notícias aos jornais diários, tendo em conta informações recolhidas nos governos coloniais, nos boletins oficiais e nos periódicos;
3. “Propaganda” - realização de publicidade da Agência.
4. “Boletim, Publicações e Biblioteca” - edição do periódico difusor da problemática ultramarina, gestão da biblioteca, colecções de livros.

Em 1934 coube-lhe a autoria do catálogo O Império Português na Primeira Exposição Colonial Portuguesa 
Com o Decreto n.º 38.300, que mudava a designação do ministério das Colónias, para o de Ultramar, a Agência passou a designar-se Agência Geral do Ultramar. A partir de 1957 passou a atuar também na divulgação turística das possessões tropicais.

## Agentes-gerais
- Armando Cortesão foi o primeiro responsável desta instituição;
- Júlio Garcez de Lencastre (de 4 de Abril de 1932);
- Júlio Cayolla (Agosto de 1934);
- Banha da Silva;
- Francisco da Cunha Leão (Agosto de 1967);

## Prémios de literatura colonial
De forma a estimular o interesse dos intelectuais pelos assuntos tropicais foi criado um concurso literário, promovido de 1926 até 1951. Em 1954 criaram-se quatro prémios, dinamizados até 1974, nas seguintes categoriais: conto, a poesia, o romance e o teatro.

### Premiados
(Primeira categoria)
- 1926 - Pretos e brancos de Brito Camacho; África portentosa de Gastão de Sousa Dias;
- 1930 - A derrocada do Império Vátua de Julião Quintinha e Francisco Toscano;
- 1933 - O vélo d'oiro de Henrique Galvão;
- 1934 - Auá de Fausto Duarte;
- 1935 - Gentio de Timor de Armando Pinto Corrêa;
- 1942 - Homens sem Caminho de Castro Soromenho;
- 1944 - Na pista do marfim e da morte: Reportagens africanas vividas e escritas por Ferreira da Costa de Ferreira da Costa;
- 1945 - Terra Conquistada de Eduardo Correia de Matos;
- 1947 - O reino de Benguela de Ralph Delgado;
- 1948 - História de Angola de Ralph Delgado;
- 1949 - Julgareis qual a mais excelente de Gastão de Sousa Dias;
- 1950 - Alvorada de Agosto de Luís Teixeira;
- 1956 - Chuva Braba de Manuel Lopes;
- 1959 - O Galo Cantou na Baía de Manuel Lopes;
- 1965 - Engrenagens Malditas de Reis Ventura.